# Luftangriffe auf Delmenhorst
Die Luftangriffe auf Delmenhorst durch alliierte Bomber fügten der Stadt Delmenhorst während des Zweiten Weltkrieges nur relativ geringe Schäden zu. Im Mai 1939 zählte die Stadt 38.261 Einwohner. An ihrem Rand lagen Kasernen  und ein Fliegerhorst.  

## Luftangriffe
Am 23. Juni 1941 entstanden bei einem der ersten Angriffe auf Delmenhorst unter anderem Schäden in der Louisenstraße.
Delmenhorst war 1943 und 1945 von drei größeren Luftangriffen betroffen: 
Am 8. Oktober 1943 fielen im Stadtgebiet Delmenhorst Bomben auf die Bahnstrecke Bremen–Oldenburg, wobei auch die Parkschule getroffen wurde. Viele Kinder und Lehrer kamen dadurch ums Leben. An sie erinnert eine Gedenkstätte auf dem Städtischen Friedhof Bungerhof.
Am 26. November 1943 wurde bei einem weiteren Luftangriff die Innenstadt getroffen. Die katholische St. Marienkirche wurde durch zwei Bombentreffer zerstört.
Bei dem schwersten Luftangriff  auf Delmenhorst am 3. Februar 1945 wurden 95 Wohnhäuser mit 161 Wohnungen vollständig zerstört.
Insgesamt wurden durch Luftangriffe auf Delmenhorst 194 Gebäude zerstört und 551 schwer beschädigt. Die Zahl der zerstörten Wohnungen betrug 227. Das entspricht einem Zerstörungsgrad von 2,3 %. Durch Luftangriffe auf Delmenhorst kamen 89 Menschen ums Leben. Abgefahren wurden insgesamt 18.500 m³ Trümmerschutt.